# Billy Stewart
Billy Stewart (Washington D.C., 24 maart 1937 - North Carolina, 17 januari 1970) was een Amerikaanse zanger en toetsenist.

## Carrière
Stewart was 12 jaar oud toen hij met zijn jongere broers Johnny, James en Frank begon te zingen als The Four Stewart Brothers. Later kreeg hij vijf jaar lang elke zondag een eigen radioshow in WUST in Washington D.C. Hij studeerde af aan de Armstrong High School.
Stewart maakte de overstap naar seculiere muziek door af en toe in te vallen bij de vocale groep The Rainbows onder leiding van de toekomstige soulster Don Covay. Het was via The Rainbows dat Stewart de andere aspirant-zanger Marvin Gaye ontmoette. Rock-'n-roller Bo Diddley wordt vermeld als de ontdekker van Stewart, toen deze piano speelde in Washington D.C. en nodigde hem uit om een van zijn achtergrondmuzikanten te zijn.
In 1955 leidde dit tot een platencontract bij Chess Records van Diddley en Diddley speelde gitaar op Stewarts opname van Billy's Blues uit 1956. Billy's Blues werd goed verkocht in Los Angeles en bereikte de verkooptop 25 in het tijdschrift Variety. Stewart verhuisde vervolgens naar Okeh Records en nam Billy's Heartache op, ondersteund door The Marquees met Marvin Gaye.
Terug bij Chess in de vroege jaren 1960 begon Stewart samen te werken met A&R-man Billy Davis. Hij nam het nummer Fat Boy op en had daarna nog meer succes met zijn opnamen van Reap What You Sow en Strange Feeling, die beide de Billboard Hot 100 en de Top 30 in de r&b-hitlijst haalden.
Groot succes in de hitlijst liet niet lang op zich wachten en in 1965 nam Stewart de twee zelfgeschreven nummers I Do Love You (#6 r&b, #26 pop) op, waarin zijn broer Johnny Stewart samen met zijn partner een van de achtergrondvocalisten was met zijn partner James English, en Sitting in the Park (#4 r&b, #24 pop). Zijn eigenzinnige improvisatietechniek, zijn scatzang en zijn trillende lippen maakte zijn stijl uniek in de jaren 1960.
In 1966 nam Stewart de lp Unbelievable op. De eerste single van dat album was Stewarts radicale interpretatie van het nummer Summertime van George Gershwin, een top 10-hit in zowel de pop- als de r&b-hitlijsten.
De vervolgsingle was Stewarts coverversie van de Doris Day-hit Secret Love, die de Pop Top 30 bereikte en net de Top 10 in de r&b-hitlijst miste. Stewart bleef gedurende de rest van de jaren 1960 opnemen bij Chess zonder groot succes. Een gewichtsprobleem verergerde en hij ontwikkelde diabetes, een aandoening die mogelijk heeft bijgedragen aan zijn motorongeluk in 1969.Hij raakte daarbij lichtgewond.

## Overlijden
Hij overleed bij een auto-ongeluk op klaarlichte dag in januari 1970 op 32-jarige leeftijd. Het ongeval gebeurde toen de Ford Thunderbird die Stewart bestuurde een brug over de Neuse River nabij Smithfield naderde (vermoedelijk op de Interstate 95). Zijn auto verliet de snelweg, reed langs de middenberm in een kleine hoek met de snelweg, sloeg tegen het brughoofd en stortte toen in de rivier, waarbij Stewart en zijn drie passagiers op slag dood waren. De andere slachtoffers bij het ongeval waren de leden Norman P. Rich, 39 jaar uit Washington D.C.; William Cathey, 32 jaar uit Charlotte en Rico Hightower, 22 jaar uit Newark van Stewarts band. De vier muzikanten reden op het moment van het ongeluk naar een nachtclubshow in Columbia. De auto was slechts 12 dagen eerder gekocht en had slechts 1400 mijl gereden voordat het ongeval plaatsvond. 
Stewart werd begraven in het National Harmony Memorial Park in Landover, Maryland.

## Rechtszaak en proces
Sarah Stewart, de uitvoerder van zijn nalatenschap, klaagde Ford Motor Company namens zijn nalatenschap aan en beweerde dat een mechanisch defect de oorzaak van het ongeval was. De eerste rechtszaak werd gewonnen door Ford Motor Company, maar in hoger beroep oordeelde de rechtbank dat de weigering van de rechtbank om de gevraagde juryinstructies te geven een vergissing was en beval de zaak terug te draaien en terug te verwijzen. De zaak werd vervolgens geschikt buiten de rechtbank om.

## Muzikale erfenis
Tijdens de late jaren 1970 en vroege jaren 1980 was zijn muziek populair onder latino's, in het bijzonder Chicano jongeren aan de westkust. Stewart werd in 2002 opgenomen in de Washington Area Music Association Hall of Fame.
Zijn versie van Summertime was een van de nummers van de Theme Time Radio Hour-show van Bob Dylan en was een van de weinige artiesten waar Dylan daadwerkelijk op reageerde tijdens zijn voornamelijk fictieve e-mailreacties op vragen van luisteraars. Zijn versie van Summertime was ook te horen in de laatste scène en op de soundtrack van de film Stuck on You uit 2003. Zijn muzikale nalatenschap wordt ook in leven gehouden door verschillende getalenteerde familieleden in zijn geboorteplaats Washington D.C. Grace Ruffin, die lid is van de groep The Four Jewels uit de jaren 1960, zanger en muzikant Calvin C. Ruffin jr. en de lokale onafhankelijke artiest Dane Riley blijven verschillende van zijn hits uitvoeren tijdens hun concerten.
NRBQ heeft Sitting In The Park uitgevoerd als een fluctuerend onderdeel van hun setlist sinds 1970. Drie versies zijn door NRBQ op cd uitgebracht.
Op 25 juni 2019 vermeldde The New York Times Magazine Billy Stewart als een van de honderden artiesten wiens materiaal naar verluidt werd vernietigd tijdens de Universal-brand van 2008.
In Once Upon A Time In ... Hollywood van Quentin Tarantino is Summertime van Billy Stewart te horen in een scène waarin het personage van Brad Pitt, Cliff Booth, zijn huis verlaat en wispelturig wegrijdt in de schemering. Billy Stewart staat sinds 2021 in de National Rhythm & Blues Hall of Fame.

## Discografie

### Singles
- 1965: I Do Love You
- 1965: Sitting in the Park
- 1966: Summertime

### NPO Radio 2 Top 2000
| Nummer met noteringen in de NPO Radio 2 Top 2000 | '00  | '01  | '02  |
| ------------------------------------------------ | ---- | ---- | ---- |
| Summertime                                       | 1527 | 1952 | 1947 |

1. ↑  Een vetgedrukt getal geeft de hoogste notering aan.
2. ↑  2000 was het eerste jaar met een notering voor dit nummer.
3. ↑  Deze tabel is bijgewerkt tot en met de laatste editie (2024).

- Bibliothèque nationale de France: cb139241808 (data)
- Gemeinsame Normdatei: 135502179
- International Standard Name Identifier: 0000 0000 5513 4939
- Library of Congress Control Number: n92118458
- MusicBrainz: 00e737fe-6a38-4401-acd1-707cc0dd1952
- Virtual International Authority File: 17409845
- WorldCat: E39PBJjRYQRWjBtpgBbQhvJJjC